# 约翰·奥布赖恩
约翰·奥布赖恩（英語：John O'Brien，1927年6月1日—1995年2月25日），新西兰男子赛艇运动员。他曾代表新西兰参加1950年大英帝国运动会赛艇比赛，获得男子四人单桨有舵手金牌。